# Árborg
Árborg je obec na jihozápadě Islandu. Leží v regionu Suðurland. Jsou v ní města Selfoss (5.997 obyvatel), Eyrarbakki (587 obyvatel), Stokkseyri (478 obyvatel) a okresy Selfossbæjar, Eyrarbakkahreppur, Stokkseyrarhreppur a Sandvíkurhreppur. Tyto okresy se vytvořily 7. června 1998 a obec se vytvořila také roku 1998. Eyrarbakki a Stokkseyri jsou u pobřeží a jsou od sebe oddáleny 3 km a Selfoss kus od pobřeží je od měst oddálen 10 km. Obec má rozlohu 157,3 km², 8 052 obyvatel a hustotu zalidnění 51,19 obyv./km². Starostka obce je Ragnheiður Hergeirsdóttir. PSČ je 800 - 825. Zeměpisné souřadnice středu obce jsou 63°53'28 severní šířky a 21°03'43 západní délky.

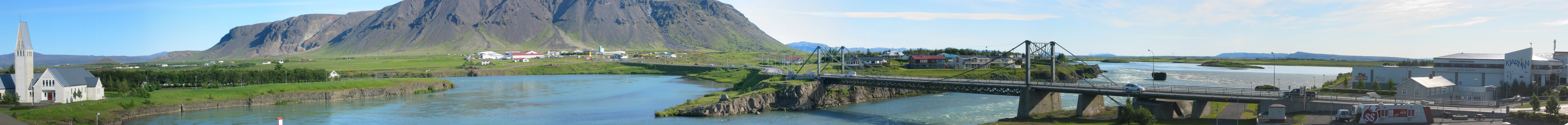
Panorama města Selfoss

## Partnerská města
- Arendal, Norsko
- Savonlinna, Finsko
- Kalmar, Švédsko
- Aasiaat, Grónsko